# Джон Полідорі
Джон Вільям Полідорі (англ. John William Polidori, * 7 вересня 1795 — †24 серпня 1821) — англійський письменник італійського походження.
Полідорі, за фахом лікар, був одним із представників романтизму в англійській літературі. Його вважають одним із засновників жанру літератури про вампірів. Такій славі він завдячує оповіданню «Вампір», опублікованому в 1819. Це оповідання було першим твором на тему вампірів англійською мовою. При першій публікації автором оповідання був зазначений Байрон.

## Родина
Джон Полідорі народився у 1795 в Лондоні в родині іммігранта з Італії науковця Гаетано Полідорі та гувернантки Анни Марії Пірс. У нього було троє братів і четверо сестер.

## Біографія
З 1804 Полідорі був одним із перших учнів щойно заснованого Амплфорт-коледжу, а потім навчався в Единбурзькому університеті. Його дисертація була присвячена лунатизму. Після її захисту в 1815 Полідорі отримав науковий ступінь доктора медицини.
У 1816 Полідорі найнявся домашнім лікарем до лорда Байрона і вирушив разом із ним у Європу. Видавець Джон Маррі запропонував йому 500 фунтів за щоденник подорожі. На віллі Діодаті, що на березі Женевського озера, Байрон та Полідорі зустрілися з Персі Біші Шеллі, Мері Волстонкрафт Годвін та її компаньйонкою Клер Клермонт.
Одного червневого вечора компанія читала вголос «Оповідання мертвих», антологію страшних історій. Байрон запропонував, щоб кожен із них написав своє власне оповідання в такому стилі. Сам Байрон почав писати роман, головним героєм якого був Августус Дарвел. Цей задум Полідорі використав у своїй власній роботі.
Після того, як Байрон звільнив Полідорі, він повернувся до Лондона, а в 1819 у журналі «Нью монтлі магазін» з'явилося написане ним оповідання «Вампір». Автором оповідання було зазначено Байрона, що обурило поета. Він надрукував заперечення і написаний ним самим фрагмент оповідання, але авторство «Вампіра» продовжували приписувати йому.
Власний твір Полідорі, «Падіння ангелів», у якому відчувається сильний вплив Байрона, вийшов анонімно у 1821.
Джон Полідорі помер у 1821, перебуваючи в депресії й під гнітом картярських боргів. Незважаючи на сильну підозру отруєння цианідом, коронер виніс вердикт природної смерті.
Племінник Полідорі Вільям Майкл Россетті відредагував і опублікував його щоденник, у якому розповідалося про Байрона та Шеллі, під назвою «Щоденник Джона Полідорі». При цьому він спирався на переписаний і цензурований сестрою Полідорі, Шарлотою, текст. Шарлота знищила оригінал.